# Orthographe du finnois
L'orthographe du finnois est basée sur l'alphabet latin et utilise un alphabet dérivé de l'alphabet suédois, comprenant officiellement 29 lettres, mais a également deux lettres supplémentaires trouvées dans certains emprunts. L'orthographe du finnois s'efforce de représenter tous les morphèmes phonologiquement et, grosso modo, la valeur sonore de chaque lettre tend à correspondre à sa valeur dans l'alphabet phonétique international (API), bien qu'il existe certaines divergences.

## Alphabet
Le tableau suivant décrit comment chaque lettre de l'alphabet finlandais (finnois : Suomen aakkoset) s'écrit et se prononce séparément. Si le nom d'une consonne commence par une voyelle (généralement ä [æ]), elle peut être prononcée et épelée soit comme un mot monosyllabique soit bisyllabique. En pratique, les noms des lettres sont rarement épelés, car les gens tapent généralement le glyphe (majuscule ou minuscule) lorsqu'ils veulent se référer à une lettre particulière.
Les instructions de prononciation contenues dans des barres obliques sont des transcriptions larges basées sur le système IPA. Dans les notes, des transcriptions plus étroites sont placées entre crochets.
| Glyphes | Nom de la lettre       | Prononciation du nom de la lettre     | Notes sur l'usage (voir prononciation du finnois) |
| ------- | ---------------------- | ------------------------------------- | --- |
| A, a    | aa                     | /ɑː/                                  | |
| B, b    | bee                    | /beː/                                 | Apparaît dans des mots d'emprunt récents comme banaani (banane) et bussi (bus). Se prononce généralement [b̥] ou [p]. |
| C, c    | see                    | /seː/                                 | Apparaît dans des mots d'emprunt tels que curry ou cesium. Se prononce généralement [k] ou [s]. |
| D, d    | dee                    | /deː/                                 | Dans le langage standard actuel, d se prononce [d], mais il peut se prononcer [d̥] ou [t̪] et la prononciation varie grandement entre les dialectes. Se prononcer à l'origine [ɾ] dans les dialectes occidentaux. |
| E, e    | ee                     | /eː/                                  | Prononciation précise entre le [e] et le [ɛ]. |
| F, f    | äf, äffä               | /æf/, /ˈæf.fæ/, occasionally /ef/     | Apparaît dans les mots d'emprunt comme asfaltti '(asphalte) ou uniformu (uniform). Historiquement et dialectalement, /f/ est remplacé par /ʋ/ ou, au moins, par /hʋ/ (par exemple, kahvi /ˈkah.ʋi/ pour le mot suédois kaffe (café). Même des mots d'emprunt plus récent peuvent voir le v remplacer le f (asvaltti, univormu). |
| G, g    | gee                    | /ɡeː/                                 | Se prononce [ɡ̊] ou [k]. |
| H, h    | hoo                    | /hoː/                                 | Consonne fricative : [ɦ]. |
| I, i    | ii                     | /iː/                                  | [i] |
| J, j    | jii                    | /jiː/                                 | [j] |
| K, k    | koo                    | /koː/                                 | |
| L, l    | äl, ällä               | /æl/, /ˈæl.læ/, occasionally /el/     | |
| M, m    | äm, ämmä               | /æm/, /ˈæm.mæ/, occasionally /em/     | |
| N, n    | än, ännä               | /æn/, /ˈæn.næ/, occasionally /en/     | |
| O, o    | oo                     | /oː/                                  | Se prononce entre [o] et [ɔ]. |
| P, p    | pee                    | /peː/                                 | |
| Q, q    | kuu                    | /kuː/                                 | Apparaît plutôt dans les noms propres étrangers. Se prononce [k], bien que certains locuteurs le prononcent de manière incorrecte [ɡ]. |
| R, r    | är, ärrä               | /ær/, /ˈær.ræ/, occasionally /er/     | |
| S, s    | äs, ässä               | /æs/, /ˈæs.sæ/, occasionally /es/     | |
| T, t    | tee                    | /teː/                                 | Se prononce plutôt comme un [t̪] dental qu'un [t] alvéolaire. |
| U, u    | uu                     | /uː/                                  | Se prononce entre le [u] et le [o]. |
| V, v    | vee                    | /ʋeː/                                 | [ʋ] spirante. |
| W, w    | kaksois-vee, tupla-vee | /ʋeː/, /ˈkɑk.soisˌʋeː/, /ˈtup.lɑˌʋeː/ | Variante archaïque du v, apparaît parfois dans des mots d'emprunt ou des noms propres rares comme Waltari (comme par exemple pour l'écrivain Mika Waltari) ou pour le prénom Werner (e.g. Werner Söderström, a well-known publisher). Se prononce [ʋ].                                                                          |
| X, x    | äks, äksä              | /æks/, /ˈæk.sæ/, occasionally /eks/   | Apparaît dans des mots d'emprunt comme taxi ou fax, bien qu'on leur préfère une variante où le x est remplacé par le digramme ks (taksi, faksi). Se prononce [ks]. |
| Y, y    | yy                     | /yː/                                  | Se prononce entre [y] et [ø]. |
| Z, z    | tset, tseta            | /tset/, /ˈtse.tɑ/, /zet/, /ˈze.tɑ/    | Apparaît dans des mots d'emprunt comme zeniitti /tse.niːt.ti/ (zénith) ou pizza mais on trouve des orthographes alternatives avec le digramme ts (par exemple, pitsa). Se prononce généralement [ts] (comme en allemand), mais se prononce parfois [dz] ou [z].                                                                 |
| Å, å    | ruotsalainen oo        | /oː/, /ˈruot.sɑˌlɑi.nen oː/           | "O suédois", s'utilise pour les noms propres Finlandais suédophones (finlandssvenskar) tels que Ståhlberg. Se prononce [o]. Tous les mots finnois contenant å sont des noms et on le prononce [oː]. |
| Ä, ä    | ää                     | /æː/                                  | |
| Ö, ö    | öö                     | /øː/                                  | Se prononce entre [ø] et [œ]. |

| Glyphes | Nom de la lettre                                        | Prononciation du nom de la lettre                     | Notes sur l'utilisation (pour plus d'informations, voir phonologie finnoise) |
| ------- | ------------------------------------------------------- | ----------------------------------------------------- | --- |
| Š, š    | hattu-äs, <br> hattu-ässä; <br> suhu-äs, <br> suhu-ässä | /ˈhattu.æs/, /ˈhattu.æssæ/ ; /ˈsuhu.æs/, /ˈsuhu.æssæ/ | Le « s avec caron » est une variante rare du s. Il apparaît dans certains mots d'emprunt récents comme loanwords šakki (échecs) et šillinki (shilling), mais il est souvent remplacé par le digramme sh (šampoo → shampooing) ou, lorsque les mots d'emprunt sont plus établis, avec un simple s (sampoo). Se prononce [ʃ] en théorie mais, en pratique, souvent [s]. |
| Ž, ž    | hattu-tset, <br> hattu-tseta                            | /ˈhat.tuˌtset/, /ˈhat.tuˌtse.tɑ/                      | Le « z avec caron » est une variante rare du z. Il se produit dans certains mots d'emprunt mal établis, tels que džonkki (jonque), ou des noms propres étrangers. Il est souvent remplacé par le digramme zh. Se prononce [ʒ] en théorie mais la prononciation réelle peut varier.                                                                                    |

### Les lettres complémentairesÄetÖ

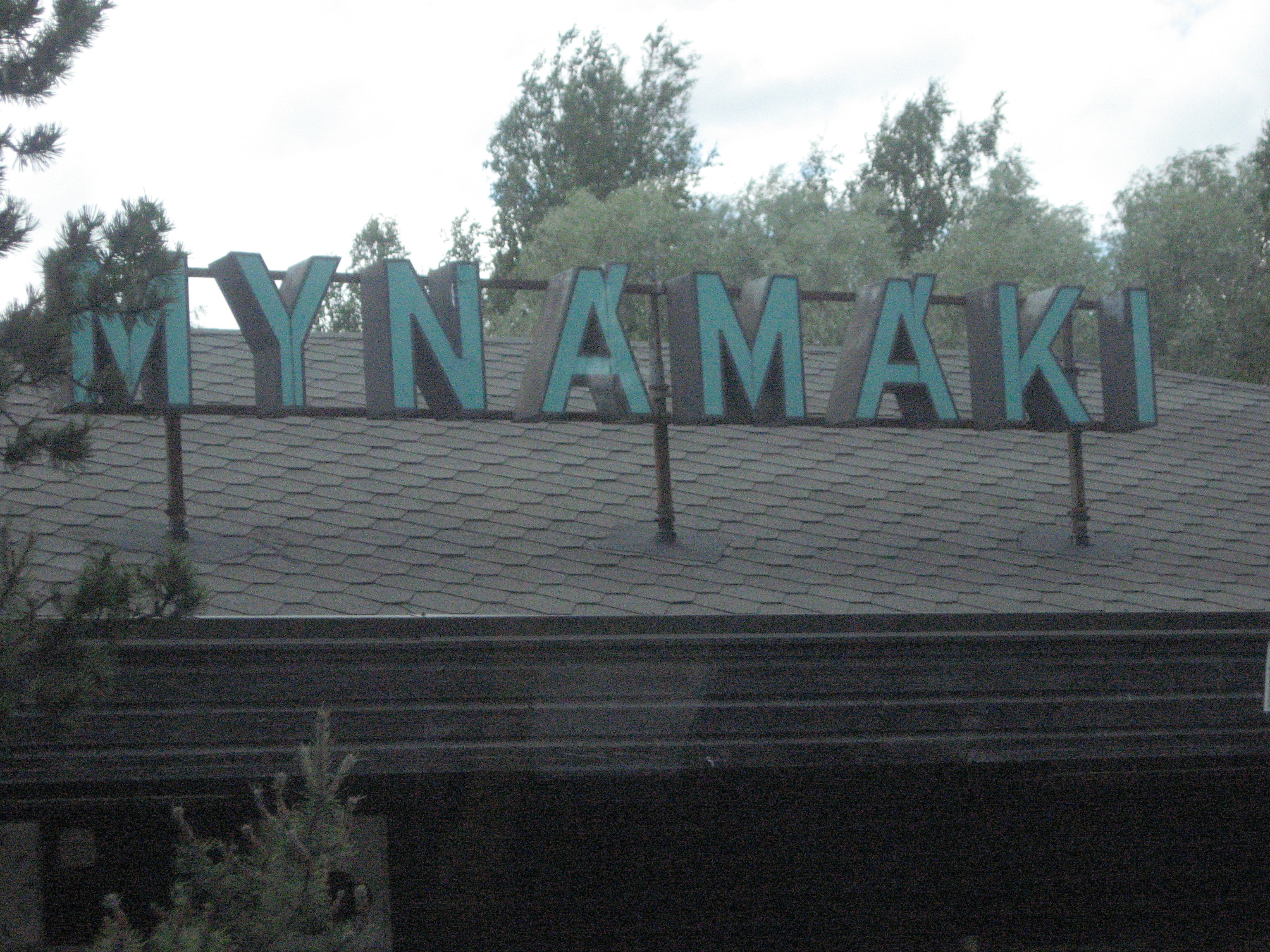
Le panneau de la gare routière de la ville finlandaise de Mynämäki, illustrant une variante de la lettre Ä.

Les principales particularités de l'alphabet finlandais sont les deux voyelles complémentaires ä et ö (accompagnées du suédois å, qui n'est en fait pas nécessaire pour écrire le finnois). En finnois, ces lettres complémentaires sont appelées ääkköset lorsqu'elles doivent être distinguées de l'alphabet latin de base ISO. Une autre appellation informelle est skandit ou skandimerkit, qui est l'abréviation de skandinaaviset merkit, "caractères scandinaves" (cependant, les variantes danoises et norvégiennes æ et ø ne sont généralement pas prises en compte).
En finnois, les lettres ä, ö et y sont les équivalents de "voyelle avant" des "voyelles arrière" a, o et u - les terminaisons grammaticales et les suffixes de mots utilisant ces lettres utiliseront la forme avant ou arrière selon l'harmonie vocalique du mot auquel ils sont apposés. Les glyphes ä et ö sont dérivés des lettres allemandes similaires, mais comme pour y vis-à-vis de u, ils sont considérés comme des lettres à part entière et donc alphabétisés séparément (après z).
Contrairement aux conventions issues de l'allemand où le digramme ae équivaut à ä et oe équivaut à ö, le finnois considère ae et oe comme des séquences de voyelles distinctes. Elles donnent même lieu à des significations différentes (par exemple haen "je cherche" vs hän "il, elle").
En écriture cursive, la forme réelle du marquage supplémentaire peut varier d'une paire de points à une paire de courtes barres verticales, à une seule barre horizontale ou à une ligne ondulée ressemblant à un tilde. Dans la pratique, presque tout diacritique situé au-dessus du glyphe de base (par exemple, á à ã) serait probablement interprété comme une paire de points négligemment écrits (ä). Cependant, dans les jeux de caractères informatisés, ces alternatives sont incorrectes.

### Lettres non natives de l'alphabet finlandais

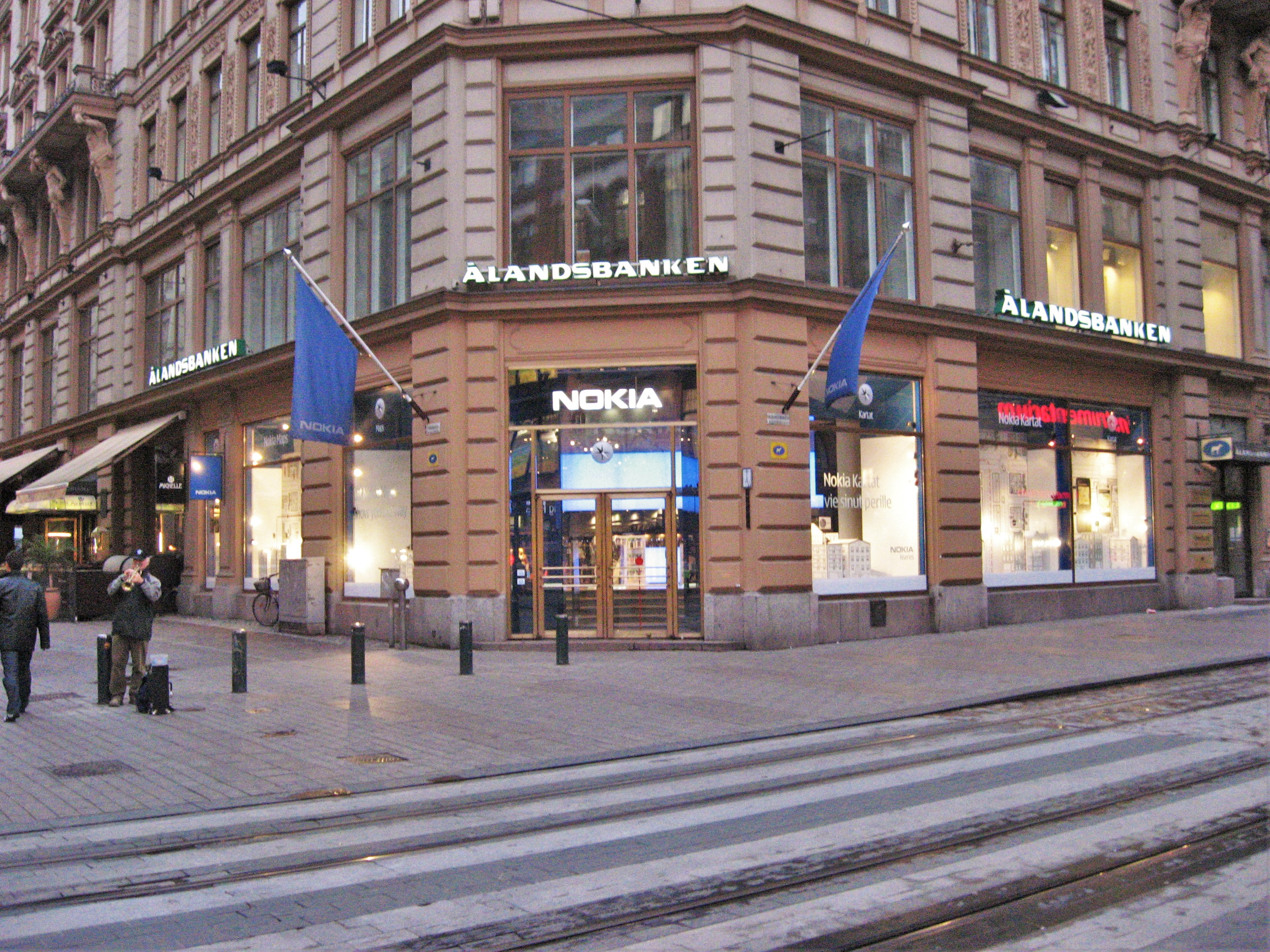
La Ålandsbanken, « Banque de Åland », utilise une lettre stylisée Å dans son logotype.

Dans le système d'écriture finnois, certaines lettres latines de base sont considérées comme redondantes et d'autres lettres représentent généralement des sons qui ne sont pas inhérents à la langue finnoise. Ainsi, ils ne sont pas utilisés dans les mots finnois établis, mais ils peuvent apparaître dans les nouveaux mots d'emprunt ainsi que dans les noms propres étrangers, et ils sont inclus dans l'alphabet finlandais afin de maintenir la compatibilité interlinguistique. La prononciation de ces lettres varie beaucoup.
- Les lettres redondantes sont souvent remplacées par des alternatives plus courantes en finnois, sauf dans les noms propres. Ils comprennent le c (qui peut être remplacé par k ou s), q (qui est généralement remplacé par k, et en particulier qu par kv), et x (qui est remplacé par ks). De plus, le suédois å est redondant du point de vue finlandais, car sa prononciation est plus ou moins équivalente à la manière finnoise de prononcer o. Il est officiellement inclus dans l'alphabet finlandais afin que les claviers, etc. soient compatibles avec le suédois, qui est l'une des deux langues officielles en Finlande, ainsi que pour la reproduction des noms propres suédois, qui sont assez courants en Finlande, même pour des noms de famille de locuteurs monolingues du finnois.
- Les lettres représentant des sons étrangers peuvent être trouvées dans des mots d'emprunt relativement nouveaux, mais dans des mots d'emprunt plus établis, elles ont été remplacées par des alternatives qui reflètent mieux la prononciation finlandaise typique, par exemple kahvi  «café», parta  'barbe'. Ces lettres sont notamment b, f et g (qui est également utilisé pour marquer la consonne nasale vélaire [ŋ] finnoise). D'un point de vue historique, même d pourrait appartenir à ce groupe mais le son [d] fait depuis longtemps partie intégrante du langage standard.
- Les lettres w et z peuvent être classées dans les deux groupes susmentionnés. Le son [w] n'est pas considéré comme un phonème en finnois, mais historiquement w était utilisé pour marquer [v] (ou, plutôt, [ʋ]), comme en néerlandais, allemand ou polonais. Bien que cela soit aujourd'hui considéré comme archaïque et que v soit utilisé à la place, w peut toujours apparaître dans certains anciens noms de famille comme variante de v. De même, le z n'est pas originaire du finnois, mais z (ou tz) était auparavant utilisé pour désigner [ts] (comme en allemand). Il est encore souvent prononcé [ts], mais sa prononciation varie considérablement : certains locuteurs peuvent le prononcer [z], ou parfois [tʃ].
- Les lettres š [ʃ] et ž [ʒ] (s et z avec caron) sont officiellement recommandées au lieu de sh et zh pour la translittération d'un autre alphabet, bien qu'en pratique, sh et zh soient souvent utilisés. Par exemple, russe Бре́жнев  (transcrit Brejnev en anglais) est translittéré Brežnev. Cependant, ces sons sont étrangers à la langue finnoise, les lettres n'apparaissent pas sur les claviers finlandais et leur prononciation n'est pas cohérente. Le son [ʃ] est familier à la plupart des locuteurs du finnois et assez couramment utilisé dans de nombreux mots d'emprunt, par exemple šakki  «échecs», shampoo, mais [ʒ] est limité aux mots étrangers uniquement.